# Jazbine, Šentjur
Jazbine este o localitate din comuna Šentjur, Slovenia, cu o populație de 35 de locuitori.